# Anja Spasojević
Anja Spasojević (cyr. Ања Спасојевић) (ur. 4 lipca 1983 w Belgradzie) – serbska siatkarka, reprezentantka kraju, grająca na pozycji przyjmującej.

## Sukcesy klubowe
Puchar Serbii i Czarnogóry:
- 2002

Mistrzostwo Serbii i Czarnogóry:
- 2002, 2003, 2004

Liga Mistrzyń:
- 2005, 2012

Superpuchar Włoch:
- 2005

Puchar Top Teams:
- 2006

Puchar CEV:
- 2007, 2009

Puchar Szwajcarii:
- 2008

Mistrzostwo Szwajcarii:
- 2008

Mistrzostwo Turcji:
- 2009

Puchar Francji:
- 2011, 2012

Mistrzostwo Francji:
- 2011, 2012

## Sukcesy reprezentacyjne
Mistrzostwa Świata:
- 2006

Mistrzostwa Europy:
- 2007

## Nagrody indywidualne
- 2007: Najlepsza serwująca Pucharu CEV